# 2018년 4월 죽음
다음은 2018년 4월에 사망한 저명한 인물 목록이다.
- 4월 1일 - 과테말라의 정치인 에프라인 리오스 몬트
- 4월 2일
  - 미국의 언어학자 모리스 할레
  - 남아프리카 공화국의 정치인 위니 마디키젤라만델라
- 4월 3일 - 스웨덴의 싱어송라이터 릴밥스
- 4월 4일 - 대한민국의 영화배우 오순택
- 4월 5일 - 일본의 애니메이션감독 타카하타 이사오
- 4월 6일 - 벨라루스의 역도선수 알렉산드르 쿠를로비치
- 4월 7일 - 독일의 물리학자 페터 그륀베르크
- 4월 10일 - 대한민국의 국회의원 양창식
- 4월 13일 - 미국의 영화감독 밀로스 포만
- 4월 14일 - 대한민국의 가수 타니
- 4월 15일 - 미국의 배우 로널드 리 어메이
- 4월 16일 - 대한민국의 영화배우 최은희
- 4월 17일 - 미국의 제41대 대통령 조지 H. W. 부시의 부인 바버라 부시
- 4월 18일
  - 대한민국의 정치인 김상현
  - 이탈리아의 프로레슬링 선수 브루노 삼마르티노
- 4월 19일 - 예맨의 정치인 살레 알리 알사마드
- 4월 20일 - 스웨덴의 전자 음악가 아비치
- 4월 21일
  - 미국의 배우 번 트로이어
  - 일본의 장수인 다지마 나비
- 4월 23일 - 일본의 전 야구선수 기누가사 사치오
- 4월 24일
  - 프랑스의 축구선수 앙리 미셸
  - 일본의 싱어송라이터 모리타 도지
- 4월 25일 - 잉글랜드의 영화감독 마이클 앤더슨
- 4월 26일
  - 대한민국의 배우 황찬호
  - 일본의 축구선수 이시이 요시노부
- 4월 27일 - 과테말라의 정치인 알바로 아르수
- 4월 28일
  - 미국의 신학자 제임스 H. 콘
  - 투르크메니스탄의 가수 겸 배우 마야 쿨리예바